# موسي الأصغر محمد الأمين حماد النوري
الملك موسى الأصغر ود الأرباب محمد الأمين بن حماد النوري من ملوك مملكة الدُفَّار وهي من ممالك البديرية التي قامت في منطقة الدفار ودامت إلى ما قبل الفتح التركي.

## مملكة الدُفَّار
بعد زوال مملكة المقرة انقسمت المنطقة إلي سلسلة من المشيخات والممالك والتي ربما كانت في الأصل زعامات قديمه انتقلت السلطة في بعضها من يد النوبة إلي العرب بعد أن صاهروهم أو انتزعوها لضعف النوبة وتوافد كثير من البطون والقبائل العربية من مصر إلي شمال السودان بعد أن ضيق عليهم المماليك ، وأوقف ديوان العطاء ما كان يمنحه للجيوش العربية التي سرحت بعد أن أعتمد المماليك علي أجناس أخري غير العرب .
مملكة الدُفَّار قامت في منطقة الدفار ودامت إلى ما قبل الفتح التركى هذا ولم تجد هذه الحقبة التاريخية وتلك الممالك الدراسة الكافية بعد ولا زال الباب مفتوحا للمزيد من الدراسات والبحث والتقصي للآثار المبعثرة .

## نسبه
الملك موسى الأصغر من قبيلة البديرية تذكر لنا الوثائق المدونة والروايات التاريخية المحققة أن البديرية الدهمشية ينسبون إلي جدهم محمد دهمش بن بدير بن سمره بن سرار الجعلي( نسبه لإبراهيم جعل الجد الجامع للمجموعة الجعليه الكبرى، وليس إلى قبيلة الجعليين الحالية التي تنتمي إلي عرمان بن ضواب بن غانم بن حميدان بن صبح بن مسمار( شقيق سمره الجد الجامع للبديريه) العباسي نسبة لسيدنا عبد الله بن العباس بن عبد المطلب).
الملك موسي الأصغر بن محمد الأمين بن حماد النوري بن أبيض بن الأرباب نصر الله بن الملك صلاح بن الملك موسي الشهير ب(مسو) الكبير بن محمد بن صلاح الشهير ب(سالا) بن محمد دهمش (الجد الجامع للبديريه الدهمشيه) بن بدير (الأب الجامع لكل البديريه في السودان ) بن سمره بن سرار(الأب الجامع للبديريه والشايقيه والجعليين) بن حسن كردم بن أبو الديس بن قضاعه بن عبد الله حرقان بن مسروق بن أحمد بن أبراهيم جعل( الجد الجامع للمجموعه الجعليه الكبري في السودان وخارجه )المنتمي الي سيدنا عبد الله بن العباس.

## الأسرة والاولاد
أبناءه محمد وضرار وصبير وعبد الله ومسند وإبراهيم وبشير والمك محمد الثاني والنور والرفاعي ونصر وجميل والنور وعبد اللطيف وكسبة وعيشة.
حماد الملقب بضريس وسعد وعايد وأسد 

## إنجازاته
كان من أشهر الابطال في ذلك العصر
من ملوك مملكة الدُفَّار هم جعلين أهل رئاسة وملك، فمملكتهم كانت ضمن الممالك الأربع التي أسسها البِديريَّة في عهد سلطنة الفونج (1504-1821م)